# 스티브 마이너
스티브 마이너(Steve Miner, 1951년 6월 18일 ~ )는 미국의 영화 감독이다.

## 작품 목록

### 영화 연출
- 13일의 금요일 2 (1981)
- 13일의 금요일 3 (1982)
- 하우스 (1986)
- 워락 (1989)
- 사랑 이야기 (1992)
- 아빠는 나의 영웅 (1994)
- 할로윈 7: H20 (1998)
- 플래시드 (1999)
- 텍사스 레인저 (2001)
- 데이 오브 더 데드 (2008)

### 영화 기타 참여
- 왼편 마지막 집 (1972) - 제작보, 편집보
- 13일의 금요일 (1980) - 제작보, 연출보, 제작부 제1조수
- 침입자 (1982) - 협력제작
- 나이트 크리프스 (1986) - 제2제작진 감독